# Tableau des médailles des Jeux paralympiques d'été de 1964
Le tableau des médailles des Jeux paralympiques d'été de 1964 donne le classement, selon le nombre de médailles gagnées par leurs athlètes, des pays participant aux Jeux paralympiques d'été de 1964, tenus à Tokyo, au Japon, du 3 au 12 novembre 1964.

## Tableau des médailles
- Pays organisateur (Japon)

| Rang | Nation               | Or | Argent | Bronze | Total |
| ---- | -------------------- | -- | ------ | ------ | ----- |
| 1er  | États-Unis           | 50 | 41     | 32     | 123   |
| 2e   | Grande-Bretagne      | 18 | 23     | 20     | 61    |
| 3e   | Italie               | 14 | 15     | 16     | 45    |
| 4e   | Australie            | 12 | 11     | 7      | 30    |
| 5e   | Rhodésie             | 10 | 5      | 2      | 17    |
| 6e   | Afrique du Sud       | 8  | 8      | 3      | 19    |
| 7e   | Israël               | 7  | 3      | 11     | 21    |
| 8e   | Argentine            | 6  | 15     | 16     | 37    |
| 9e   | Allemagne de l'Ouest | 5  | 2      | 5      | 12    |
| 10e  | Pays-Bas             | 4  | 6      | 4      | 14    |
| 11e  | France               | 4  | 2      | 5      | 11    |
| 12e  | Autriche             | 4  | 1      | 7      | 12    |
| 13e  | Japon                | 1  | 5      | 4      | 10    |
| 14e  | Belgique             | 1  | 0      | 2      | 3     |
| 15e  | Suisse               | 0  | 1      | 0      | 1     |
| 16e  | Malte                | 0  | 0      | 2      | 2     |
| 17e  | Suède                | 0  | 0      | 1      | 1     |